# 欧元怀

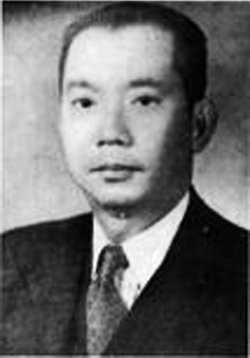
歐元懷

歐元懷

歐元懷（1893年8月1日—1978年1月7日），字愧安，福建省莆田市城廂區人，是近代中國历史上一位教育家、著名学者。他1915年後前往美國西南大學（Southwestern University）和哥倫比亞大學教育学院留學，至1922年畢業回國。回國後先後在廈門大學與上海大夏大學擔任行政職，並曾擔任大夏大學的校長。

## 生平[1]
1893年生于福建省莆田县，在家为长子。其父剑波公，系晚清秀才，是时在家乡设馆授徒，对其期望甚殷，督课甚严，自幼就读书识字，有志于学。清末民初，西风东渐，思潮澎湃，国家正处在危难之际。有志之士都以救亡图存为己任。欧元怀受新思潮影响，一心向往欧美新文化，追求救国之真理，在师友的鼓励与资助下，于1915年春飘洋过海，到美国留学，进入哥伦比亚大学专攻教育心理学与教育行政学，1919年获得硕士学位。回国后，因其对教育有贡献，办学有成绩，美国西南大学授予他荣誉博士学位。
1922年欧元怀回国，受厦门大学聘约，任该校教授、教育科主任兼总务长。1923年至1924年间因厦门大学学校当局处事不当，导致罢课学潮，后校当局又庇护殴伤学生的肇事者，并无故开除学生陈国柱等多人，欧元怀目睹此种无理举措，深为不满，据理力争，竟为当时校长所嫉视，认为掣肘太大，遂提前解除欧元怀和其他几位教授的聘约。 
1924年欧元怀同原厦大教授王毓祥、林天兰等九人在上海筹组私立大夏大学。
1928年，欧元怀任大夏大学副校长。1929年欧元怀陪同马君武校长前往马来亚、新加坡为学校募集经费。抗日战争爆发后，大夏大学与复旦大学组成第一、第二联合大学西迁庐山、贵阳后，任第二联合大学副校长。
1940至1945年，任贵州省政府委员兼教育厅厅长。1945年，欧元怀辞去官职，返回大夏大学担任校长，兼光华大学、国立政治大学教授。
1947年欧元怀在李宗仁的支持下，当选为立法委员。
全国解放前夕，即与留在沪、宁、杭一带的五十三名立法委员发表声明，宣告脱离中國國民黨。1949年，中华人民共和国成立后任大夏大学校长。
1951年，华东教育部决定将大夏大学与光华大学合并，改名“华东师范大学”，欧元怀首先表示拥护，并在宣布改制的大会上，代表校董事会和学生发言，拥护政府决定，一切遵照办理。同年，欧元怀任华东师范大学筹备委员会常务委员，后出任华东师范大学副总务长、教育系教授，为中国国民党革命委员会中央团结委员。在十年动乱期间，欧元怀惨遭迫害，被非法拘禁达五年之久，身心备受折磨。1977年病重住院。1978年1月7日凌晨辞世。